# 洛伊絲·佩斯
洛伊絲·佩斯是一名美國公共衛生官員專家，現任美國衛生與公眾服務部全球事務辦公室助理部長。她曾任全球衛生理事會執行董事和當選總統喬·拜登的COVID-19諮詢委員會成員。佩斯專長於公共衛生政策和全球衛生公平，致力於促進世界各地公平獲得醫療保健服務。

## 教育
1995年從菲利普斯學院畢業後，佩斯進入史丹佛大學攻讀本科，主修人類生物學，並於1999年獲得理學學士學位。雖然她最初計劃從事醫學專業，但在史丹佛大學學習期間，她對公共衛生產生了濃厚的興趣畢業後，她曾在家鄉洛杉磯短暫擔任教師，後來參與了社區健康宣傳工作。2005年，她在約翰霍普金斯大學彭博公共衛生學院攻讀公共衛生碩士學位，主修國際衛生與人權。

## 職業生涯
2006年至2011年，佩斯擔任美國癌症協會地區計畫總監。之後，她成為堅強活下去基金會的計畫和政策執行顧問。2016年，她成為全球衛生理事會（一個代表150個國家公共衛生專業人員的非營利組織）的主席兼執行董事。在擔任該職務期間，面對川普政府削減美國國際開發署等機構的預算，她大力倡導增加對全球衛生的投資，以確保衛生安全。2019年，她在美國眾議院作證，呼籲加強對全球衛生援助的支持力度。
佩斯是美國衛生及公共服務部（HHS）全球事務辦公室主任。佩斯負責透過多邊和雙邊論壇推動美國的國際衛生議程。她直接向美國衛生與公眾服務部部長匯報工作，是全球事務辦公室在確定優先事項和政策方面的領導，以促進美國公共衛生機構在全球的發展和利益。佩斯負責監督美國衛生與公眾服務部與外國政府和國際機構以及G7、G20、聯合國大會（UNGA）和世界衛生大會等決策機構的接觸。

### COVID-19應對措施
佩斯反對美國在COVID-19流行期間退出世界衛生組織，擔心其他國家在國際危機中也會跟進。2020年4月，當美國首次考慮撤出對世界衛生組織的資助時，佩斯領導了一封致川普政府的公開信，要求其改變方針；這封信得到了1000多家慈善機構、醫學專家和醫療保健公司的簽名。在領導全球衛生理事會的過程中，她還召集全球衛生領域的領導人思考如何加強現有的全球衛生架構，以應對COVID-19和未來的公共衛生威脅，特別是根據聯合國永續發展目標。
2020年11月9日，美國當選總統喬·拜登宣布佩斯為COVID-19諮詢委員會成員。